# 守屋功輝
守屋 功輝（もりや こうき、1993年11月25日 - ）は、岡山県倉敷市出身の元プロ野球選手（投手）。右投右打。

## 経歴

### プロ入り前
倉敷市立玉島南小学校4年時に「玉島南少年野球」に入団し野球を始め、小学校5年時には中堅手（控えで出場はしていない）として岡山県大会での準優勝を経験した。倉敷市立黒崎中学校時代は軟式野球部に所属し、投手に専念した。
岡山県立倉敷工業高校では1年秋からベンチ入りし、2年秋からエースとなった。在学中は春夏とも全国大会出場はなかった。
高校卒業後はHonda鈴鹿へ入社。1年目から公式戦に登板したものの、2年目は故障や体調不良の影響で登板の機会がなかった。3年目はJABA東京スポニチ大会の対大阪ガス戦で公式戦初先発。都市対抗の東海地区予選では、JR東海との東海第4代表決定戦に6回一死二塁から救援で登板すると、打者11人を完璧に抑えた末にチームを本選出場に導いた。チームメイトには濱矢廣大、土肥寛昌がいた。
2014年のNPBドラフト会議で、阪神タイガースから4巡目で指名され、契約金5000万円、年俸840万円（金額は推定）で入団した。背番号は43。
なお、指名後に日本選手権大会に出場し、明治安田生命との初戦で、5番手投手として救援登板するも逆転の適時打を打たれ、チームは初戦敗退となった。

### 阪神時代
2015年には、同期入団の横山雄哉・江越大賀などと共に、フレッシュオールスターゲームのウエスタン・リーグ選抜メンバーに選出されたが、天候不良による中止で登板機会はなかった。同リーグ公式戦には15試合に登板。1勝3敗、防御率4.75という成績を残したが、一軍昇格に至らないままシーズンを終えた。
2016年、オープン戦で好投を見せ、4月20日の対東京ヤクルトスワローズ戦（阪神甲子園球場）に先発投手として初登板。5回途中10被安打5失点という内容で敗戦投手となった後、救援で3試合に登板。また、2年連続でフレッシュオールスターゲームのウエスタン・リーグ選抜に入り、7月14日の同ゲーム（倉敷マスカットスタジアム）で9回表に救援登板し地元での凱旋登板を果たした。
2017年、ウエスタン・リーグ公式戦41試合に登板。2勝3敗、防御率4.94の成績を残したが、一軍公式戦では1試合の登板にとどまった。シーズン終了後に台湾で催されたウインターリーグでは、故障で出場辞退したチームメイトの望月惇志に代わりNPBウエスタン選抜として出場した。
2018年には、ウエスタン・リーグ公式戦でチームトップの39試合に登板。2勝2敗2セーブ、防御率3.35という成績で、二軍の8年ぶりリーグ制覇、12年ぶり日本一に貢献したが、一軍公式戦では4試合の救援登板にとどまり、防御率が11.57にまで達した。
2019年、前年に二軍監督を務めた矢野燿大の一軍監督就任に伴い、プロ入り後初めて沖縄宜野座での一軍春季キャンプに抜擢。キャンプ中の実戦登板やオープン戦を通して好投を続け、開幕一軍入りこそ逃したものの、中継ぎ要員として4月上旬に一軍へ昇格すると、同月だけでキャリアハイの登板数を記録。シーズン初登板であった4月6日の対広島東洋カープ戦（MAZDA Zoom-Zoom スタジアム広島）から同月19日の対読売ジャイアンツ（巨人）戦（甲子園）まで9試合連続無失点を記録した。その間、17日の対ヤクルト戦（明治神宮球場）でプロ初ホールドを記録。その後も登板を重ね、5月15日の対巨人戦（東京ドーム）でプロ初勝利を挙げた。シーズンを通して一軍に定着、最終的に自己最多を大きく更新する57試合に登板し、2勝2敗7ホールド、防御率3.00という成績で、チームの2年ぶりクライマックスシリーズ（CS）進出へ大きく貢献した。CSでも横浜DeNAベイスターズとの1stステージ（横浜スタジアム）、巨人とのファイナルステージ（東京ドーム）で2試合ずつ救援登板しいずれも無失点に抑えた。
2020年は開幕を一軍で迎えたが、右肩痛の影響で6月25日に出場選手登録を抹消された。一軍復帰はシーズン終盤となる5か月後の11月7日となった。二軍では9試合に登板し、防御率2.16だった。年俸は減額制限に迫る24%ダウンとなる1750万円で更改した。
2021年は、2試合の登板に終わり、250万円減の推定年俸1500万円で契約を更改した。
2022年は一軍登板はなく、シーズン終了後の10月4日に戦力外通告が発表された。

### 日本製鉄鹿島時代
2023年より、社会人野球の日本製鉄鹿島に所属してプレーを継続することになった。

## 選手としての特徴
サイドスローに近い低めの変則スリークォーターから繰り出す最速154km/hのストレートを軸に、変化球はカーブ、スライダー、チェンジアップ、フォークなどを操る。ゴロアウトが多いグラウンドボールピッチャーである。
リリーフ投手として投げっぷりの良さや、どのような局面にも対応できることが評価されている。阪神の一軍救援陣に定着した2019年のシーズン中には、相手の打者をゴロで打たせて取る投球術に対し、野球日本代表監督の稲葉篤紀から「これから見ていきたい投手の1人」に挙げられた。

## 人物・エピソード
中学生時代まで捕手だった実父（神戸市出身）の影響で、自身も幼少期からの阪神ファン。小学生時代には、親子で阪神戦のテレビ中継を見ながら、当時阪神の正捕手だった矢野の配球について語り合うことがプロ野球シーズン中の日課になっていたという。
Honda鈴鹿時代には、当時先発陣の一角を担っていた濱矢が東北楽天ゴールデンイーグルスへ入団したことから、濱矢のように高卒3年でのプロ入りを目指していた。しかし、2年目まで故障や体調不良に見舞われ続け、「このままではプロに行けない」と一念発起。2年目のシーズン終了後に体力強化を徹底し、3年目に先発・救援の双方で活躍したことによって、プロ入りへの道を開いた。
プロ入り3年目の2017年頃までは「スリークォーター」と自称するオーバースローに近いフォームで投げていたが、その間、当時一軍のバッテリーコーチだった矢野から動態解析の専門家を紹介されるなど、再三にわたってサイドスローへの転向を提案されていた。守屋自身は2017年シーズンまで転向を固辞していたが、一軍への定着に至らなかったことに加え、動態解析によって「投球時に下半身が横方向へ回転しているので、上半身の動きとの間にズレが生じている」ことが判明したことから、シーズン終了後に急遽参加したウインターリーグから本格的に腕を下げることを決断。しかし、本格的なフォームの変更による肘などへの負担から、現在は腕のポジションについては意識していないという。
サイドスローである元巨人の右投手・田原誠次と共通の知人がいる縁で、2017年以降のオフシーズンには、田原を筆頭にサイドスロー投手が多数集まる「チーム・サイドスロー」の合同自主トレーニングへ参加している。
Honda鈴鹿時代の2014年に結婚。阪神へ入団した時点では、同期の新人選手で唯一の妻帯者であった。阪神では原則として既婚の新人選手に「虎風荘」（球団合宿所）への入寮を認めていないが、「当面は野球に専念して欲しい」という妻の願いで、入団1年目には虎風荘で単身生活を送っていた。

## 詳細情報

### 年度別投手成績
| 年 度    | 球 団    | 登 板 | 先 発 | 完 投 | 完 封 | 無 四 球 | 勝 利 | 敗 戦 | セ 丨 ブ | ホ 丨 ル ド | 勝 率 | 打 者 | 投 球 回 | 被 安 打 | 被 本 塁 打 | 与 四 球 | 敬 遠 | 与 死 球 | 奪 三 振 | 暴 投 | ボ 丨 ク | 失 点 | 自 責 点 | 防 御 率 | W H I P |
| -------- | -------- | ----- | ----- | ----- | ----- | -------- | ----- | ----- | -------- | ----------- | ----- | ----- | -------- | -------- | ----------- | -------- | ----- | -------- | -------- | ----- | -------- | ----- | -------- | -------- | ------- |
| 2016     | 阪神     | 4     | 1     | 0     | 0     | 0        | 0     | 1     | 0        | 0           | .000  | 44    | 8.1      | 16       | 2           | 4        | 0     | 0        | 7        | 0     | 0        | 8     | 8        | 8.64     | 2.40    |
| 2017     | 阪神     | 1     | 0     | 0     | 0     | 0        | 0     | 0     | 0        | 0           | ----  | 2     | 0.0      | 2        | 0           | 0        | 0     | 0        | 0        | 0     | 0        | 1     | 1        | ----     | ----    |
| 2018     | 阪神     | 4     | 0     | 0     | 0     | 0        | 0     | 0     | 0        | 0           | ----  | 26    | 4.2      | 9        | 1           | 3        | 0     | 0        | 2        | 0     | 0        | 6     | 6        | 11.57    | 2.57    |
| 2019     | 阪神     | 57    | 0     | 0     | 0     | 0        | 2     | 2     | 0        | 7           | .500  | 217   | 54.0     | 45       | 3           | 17       | 3     | 0        | 53       | 2     | 0        | 19    | 18       | 3.00     | 1.15    |
| 2020     | 阪神     | 3     | 0     | 0     | 0     | 0        | 0     | 0     | 0        | 0           | ----  | 23    | 4.0      | 6        | 1           | 4        | 0     | 2        | 3        | 0     | 0        | 5     | 5        | 11.25    | 2.50    |
| 2021     | 阪神     | 2     | 0     | 0     | 0     | 0        | 0     | 0     | 0        | 0           | ----  | 16    | 3.0      | 5        | 1           | 1        | 0     | 1        | 3        | 0     | 0        | 4     | 4        | 12.00    | 2.00    |
| NPB：6年 | NPB：6年 | 71    | 1     | 0     | 0     | 0        | 2     | 3     | 0        | 7           | .400  | 328   | 74.0     | 83       | 8           | 29       | 3     | 3        | 68       | 2     | 0        | 43    | 42       | 5.11     | 1.51    |

### 年度別守備成績
| 年 度 | 球 団 | 投手  | 投手  | 投手  | 投手  | 投手  | 投手     |
| 年 度 | 球 団 | 試 合 | 刺 殺 | 補 殺 | 失 策 | 併 殺 | 守 備 率 |
| ----- | ----- | ----- | ----- | ----- | ----- | ----- | -------- |
| 2016  | 阪神  | 4     | 1     | 2     | 0     | 1     | 1.000    |
| 2017  | 阪神  | 1     | 0     | 0     | 0     | 0     | ----     |
| 2018  | 阪神  | 4     | 0     | 0     | 0     | 0     | ----     |
| 2019  | 阪神  | 57    | 4     | 7     | 1     | 2     | .917     |
| 2020  | 阪神  | 3     | 0     | 0     | 0     | 0     | ----     |
| 2021  | 阪神  | 2     | 0     | 0     | 0     | 0     | ----     |
| 通算  | 通算  | 71    | 5     | 9     | 1     | 3     | .933     |

### 記録
投手記録
- 初登板・初先発：2016年4月20日、対東京ヤクルトスワローズ5回戦（阪神甲子園球場）、4回0/3を10被安打5失点で敗戦投手
- 初奪三振：同上、2回表に雄平から空振り三振
- 初勝利：2019年5月15日、対読売ジャイアンツ8回戦（東京ドーム）、4回裏二死から2番手で救援登板、1回1/3 無失点

### 背番号
- 43（2015年 - 2022年）

### 登場曲
- 「うらじゃ」うらじゃ振興会（2015年 - 2017年）
- 「ヒューマン」WANIMA（2018年 - 2019年）
- 「Yell」EXILE（2020年 - 2022年）

### 代表歴
- 2017アジアウインターベースボールリーグ：NPBウエスタン選抜[11]